# Distrikt Acobamba (Tarma)
Der Distrikt Acobamba liegt in der Provinz Tarma in der Region Junín in Zentral-Peru. Der Distrikt wurde am 2. Januar 1857 gegründet. Er besitzt eine Fläche von 107 km². Beim Zensus 2017 wurden 10.065 Einwohner gezählt. Im Jahr 1993 lag die Einwohnerzahl bei 12.713, im Jahr 2007 bei 13.402. Sitz der Distriktverwaltung ist die 2940 m hoch gelegene Kleinstadt Acobamba mit 3225 Einwohnern (Stand 2017). Acobamba befindet sich 7,5 km nordnordöstlich der Provinzhauptstadt Tarma.

## Geographische Lage
Der Distrikt Acobamba liegt in der peruanischen Zentralkordillere zentral in der Provinz Tarma. Der Río Tarma durchquert den Distrikt in östlicher Richtung. Der Río Pulcamayo mündet von Nordwesten kommend bei Acobamba in den Río Tarma.
Der Distrikt Acobamba grenzt im Süden an den Distrikt Tarma, im Südwesten an den Distrikt La Unión, im Westen an den Distrikt Palcamayo, im Norden an den Distrikt Huasahuasi, im Osten an den Distrikt Palca sowie im äußersten Südosten an den Distrikt Tapo.

## Ortschaften
Im Distrikt gibt es neben dem Hauptort folgende größere Ortschaften:
- Ataquero (424 Einwohner)
- Bellavista (207 Einwohner)
- Cochayoc (375 Einwohner)
- Huaracayo (672 Einwohner)
- Huaylahuichan (213 Einwohner)
- Muruhuay (610 Einwohner)
- Picoy (544 Einwohner)
- Tupin (351 Einwohner)
- Vilcabamba (571 Einwohner)